# Волково-Егорье
Волково-Егорье — деревня в Ельнинском районе Смоленской области России. Население – 2 жителя (2007 год)  Расположена в юго-восточной части области в 10 км к западу от города Ельня, в 1,5 км южнее автодороги Р96 Новоалександровский(А101)- Спас-Деменск — Ельня — Починок, в 11 км к западу от автодороги Р137 Сафоново — Рославль, на берегах реки Стряна. В 7 км к северу от деревни железнодорожная станция Нежода на линии Смоленск - Сухиничи. Входит в состав Леонидовского сельского поселения.

## История
До 1918 года в деревне регулярно проводились ярмарки .

## Известные люди
- В деревне родилась и жила Герой Социалистического Труда Егорова Мария Андреевна [3].
- В деревне родился Заслуженный врач Российской федерации, профессор Шаров Николай Александрович [4].

## Достопримечательности
- Курганный могильник (150 курганов) близ деревни
- Городище в 300 м к югу от деревни [5].
- Братская могила воинов советской армии погибших в 1941-1943 гг.[6].